# Diego de San Pedro
Diego de San Pedro (* 1437; † 1498) war ein spanischer Dichter und Autor von Romanzen.

## Leben
San Pedro war wahrscheinlich jüdischer Abstammung. Insgesamt ist wenig über sein Leben bekannt. Seine zwei in Prosa verfassten Romanzen „Arnalte y Lucenda“ (1491) und „La cárcel de amor“ (1492) waren von ähnlichen Werken italienischer Autoren, besonders von Giovanni Boccaccios „Fiammetta“ beeinflusst. Die Werke entwickelten das Thema des treuen Liebhabers, sie waren weitverbreitet und beliebt. Sie wurden ins Italienische, Französische und Englische übersetzt. Eine deutsche Übersetzung von „La cárcel de amor“ stammt von Johann Ludwig von Kuefstein und erschien 1625. San Pedro schrieb daneben Gedichte, darunter eine volkstümliche Geschichte vom Tode Christi.